# Urmel spielt im Schloß
Urmel spielt im Schloß (bzw. Urmel spielt im Schloss) ist ein vom Hessischen Rundfunk produziertes und im deutschen Fernsehen ausgestrahltes vierteiliges Marionetten-Spiel der Augsburger Puppenkiste. Es basiert überwiegend auf Max Kruses Kinderbüchern Urmel spielt im Schloß sowie Urmels toller Traum und stellt die Fortsetzung von Urmel aus dem Eis dar. Die Gesamtleitung übernahm Heinz Niemczik.

## Handlung

### Naftaline
Pumponell weilt wieder auf Titiwu. Während seines Besuchs steigt in der Nähe eine Vulkaninsel aus dem Meer. Kurz vor dem Abflug erfährt Prof. Tibatong von dem ehemaligen Monarchen, dass Prof. Zwengelmann neben seinem Posten als Museumsdirektor jetzt auch noch der Zoo untersteht. Im fernen Pumpolon möchte Zwengelmann derweil seine neue Dienststelle inspizieren. Da er das Gelände ohne Eintrittskarte betritt, die Dame am Einlass ihn jedoch nicht als neuen Leiter kennt, wird er kurzzeitig verhaftet. Bei seiner Heimkehr überrascht ihn seine Nichte Naftaline. Die Tochter seiner Schwester Ortrude und des Luftballonfabrikanten Knallerich ist von zu Hause weggelaufen, um gegen den Willen der Eltern Reporterin zu werden. Objekt ihres Interesses ist der eben heimgekehrte Pomponell. Sie fotografiert ihn und erpresst ihn und benutzt die Aufnahme für eine Erpressung. Der Exkönig muss einwilligen, sie einmal mit nach Titiwu zu nehmen, wenn dafür das Foto unveröffentlicht bleibt und sie auch keinen Artikel über ihn schreibt. Bei ihrem nächsten Flug zur Insel nehmen Puponell und Sami neben Einkäufen für Wutz auch einen Bambusbär mit, den der König einst dem Zoo geliehen hatte, wo das Tier aber einsam war. Um Nachfragen Zwengelmanns zu vermeiden, holen sie ihn nachts heimlich ab und fliegen nach Titiwu. Dort erhält er den Namen Babu und lernt ebenfalls das Sprechen. Pumponell berichtet Tibatong auch von Naftaline, der beim Gedanken an ihren etwaigen Besuch verärgert reagiert. Der ehemalige Monarch schlägt vor, beim Rückflug das Urmel und Wutz mitzunehmen und sie im Schloss zu verstecken. Beim nächsten Besuch bringt er Naftaline mit, die aber, wenn die Tiere auf der Insel schweigen, nichts ungewöhnliches bemerken würde. Der Professor stimmt zu. Im Schloss angekommen kümmert sich das Hausschwein sogleich um die Sauberkeit, während sich Urmel über das Inventar hermacht. Außerdem erlauben sich beide einen Scherzanruf bei Zwengelmann, der danach glaubt, der König halte Naftaline im Schloss versteckt. Als die junge Frau am nächsten Tag tatsächlich vor der Tür steht, muss Pumponell sein Versprechen einlösen.
Erstausstrahlung: 8. Dezember 1974

### Zwengelmann
Auf Titiwu versuchen Pumponell und Tibatong Naftaline vorzugaukeln, dass es außer der Lachgasquelle nichts ungewöhnliches zu sehen gäbe. Einzig der Seelefant, den niemand informiert hat, verrät durch seinen Gesang beinahe das Geheimnis. Nachdem die junge Frau aber ihr Tonbandgerät in einem Gebüsch versteckt und dabei heimlich ein Gespräch zwischen den Tieren aufzeichnet, kann der Professor nicht mehr leugnen. Er bringt sie aber von einer Veröffentlichung ab, da Naftaline für ihr Schweigen das Lachgas in die Luftballons ihres Vaters abfüllen und verkaufen darf. Das Urmel treibt inzwischen weiter seinen Spaß mit Zwengelmann, indem es sich im Naturkundemuseum als sprechendes Exponat ausgibt. Der Professor zweifelt an seinem Verstand. Nach einem abendlichen Umtrunk in seinem Haus schwankt er laut singend zurück ins Museum und schläft dort ein. Das Urmel bringt den Berauschten heimlich in den Zoo und legt ihn in Babus leerem Gehege ab. Anschließend versucht es nach Titiwu zu fliegen, stürzt aber auf dem Weg ins Meer. Pumponell und Naftaline, die sich auf der Heimreise befinden, finden es und helfen ihm zur Insel.
Erstausstrahlung: 15. Dezember 1974

### Der tolle Traum
Das Urmel ist von seinem Unglücksflug noch geschwächt und muss das Bett hüten. Dort erscheint ihm eines Nachts ein Traumkobold. Von ihm wünscht es sich, König zu werden. Der Kobold schlägt eine Wahl vor. Während das Urmel für Stimmen wirbt, stellt sich Wutz als Gegenkandidatin auf. Die Inselbewohner wählen aber das Urmel. Es will danach auf Brautschau gehen und da es auf Titiwu keine geeignete Prinzessin gibt, wird eine Schiffsreise zur Vulkaninsel unternommen. Diese ist mittlerweile von Schweinen bewohnt, die ein republikanisches Staatswesen pflegen. Sie sind über den ungehobelten König empört und sperren ihn ins Gefängnis. Wutz bittet vergeblich um Gnade, geht dann aber auf den Vorschlag des Oberschweins Herr Mö ein, selbst Herrscherin von Titiwu zu werden.
Erstausstrahlung: 22. Dezember 1974

### Ausgeträumt
Mit Hilfe des Traumkobolds kann Urmel unbeschadet nach Titiwu zurückkehren. Dort ruft es erneut seine Herrschaft aus, die der Seelefant fast gestürzt hätte – er wollte die Wahlversprechen des Urmels einhalten –, und beschließt, Wawa zu heiraten. Zum Fest werden viele Gäste eingeladen. Während der Zeremonie erfährt Urmel jedoch, dass Wutz Herrn Mö eingeladen hat. Es lässt vor Wut seine Freunde vom Kobold auf Seelefants Riff in die Verbannung schicken. Dann taucht jedoch die Riesenkrabbe auf und ist erbost, weil sie nicht eingeladen wurde. Sie vertreibt das Urmel. Vor seinem Schloss trifft es auf Herrn Mö. Dieser erklärt Urmels Regentschaft für beendet und demontiert mit den aus dem Nichts erscheinenden anderen Schweinen den Palast. Das Urmel ruft den Kobold zur Hilfe, da dessen Dienstzeit aber abgelaufen ist, kann er nicht eingreifen. Die Verbannten kehren auf Titiwu zurück und jagen Urmel, das jäh erwacht.
Erstausstrahlung: 29. Dezember 1974

## Synchronisation
| Rolle                  | Figur         | Stimme                  |
| ---------------------- | ------------- | ----------------------- |
| Urmel                  | Urmel         | Heinz Hermann Bernstein |
| Wutz                   | Schwein       | Herbert Mayer           |
| Naftaline              | Mensch        | Christel Peschke        |
| Wawa                   | Waran         | Hanns-Joachim Marschall |
| Ping                   | Pinguin       | Margot Schellemann      |
| Schusch                | Schuhschnabel | Ernst Ammann            |
| Prof. Habakuk Tibatong | Mensch        | Gotthard Ebert          |
| Pumponell              | Mensch        | Gerhard Jentsch         |
| Seelefant              | See-Elefant   | Walter Schellemann      |
| Sammi                  | Mensch        | Ariane Roggen           |
| Traumkobold            | Kobold        | Erich Ziemann           |
| Tim Tintenklecks       | Mensch        | Gerlind Ohst            |
| Dr. Zwengelmann        | Mensch        | Manfred Jenning         |
| Herr Mö                | Schwein       | Karl-Eugen Lehnkering   |
| Polizist               | Mensch        | Sepp Wäsche             |

## Hintergrund und Trivia
- Die ersten beiden Folgen basieren auf dem Buch Urmel spielt im Schloß, die folgenden auf Urmels toller Traum. Die Entstehung der Vulkaninsel wird in Urmel im Vulkan (1973) dargestellt. Zu Beginn der ersten Folge ist der Eingang zur Krabbenhöhle außerdem wieder begehbar. Dies erledigt der Professor im Buch mit einer Strahlenpistole, die er in Urmel fliegt ins All (1970) erhält. In der TV-Produktion wurde diese Episode jedoch ausgelassen. Die Bücher Urmel im Vulkan und Urmel fliegt ins All stammen ebenfalls von Max Kruse.
- Urmel, Pumponell, Sami und Tibatong haben andere Synchronsprecher als in Urmel aus dem Eis. Der Grund für den Sprecherwechsel Urmels dürfte der Tod Max Bößls sein.
- Im Gegensatz zu Urmel aus dem Eis gibt es hier keinen Erzähler.
- Das in der ersten Folge aus der Drehorgel im Schloss erklingende Lied ist Oh, du lieber Augustin. Das in der zweiten Folge vom Seelefant gesungene Lied, in das Pumponell und Tibatong einstimmen, um Naftaline zu täuschen, ist Horch, was kommt von draußen rein?.
- Der als „Bambusbär“ bezeichnete Babu hat zwar die Größe eines Großen Pandas, seine dunkelgelbe Fellfarbe ähnelt aber eher der eines Kleinen Pandas.
- Im Buch schwärmt nicht nur der ehemalige König, sondern auch Tibatong für Naftaline, was im Film aber nicht dargestellt wird. Ebenso fehlen hier die vergeblichen Versuche des Professors, der Krabbe das Sprechen beizubringen. Dass sie eine Zeichensprache beherrscht, ist hingegen auch für die Adaption übernommen worden.
- Naftaline hat im Buch lange blonde Haare, in der Verfilmung hingegen kurze rote.